# برج فانتزی

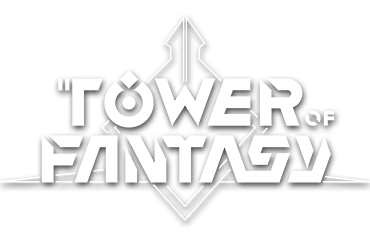
لوگوی بازی برج فانتزی.

برج فانتزی (به انگلیسی: Tower of Fantasy) یک بازی RPG اکشن جهان باز رایگان است که توسط استودیو هوتا، یکی از شرکت‌های تابعه Perfect World توسعه یافته‌است. داستان بازی در آینده‌ای دور در سیاره فرازمینی «آیدا» می‌گذرد، که پس از فاجعه‌ای که تمدن بشری را تقریباً نابود کرد و اکولوژی سیاره را جهش داد، به انرژی رادیواکتیو مرموز اما قوی به نام اوسمیوم آلوده شده‌است. بازیکن نقش یک سرگردان را بازی می‌کند که جهان را کشف می‌کند و با موجودات جهش یافته و نیروهای متخاصم که در طول داستان پیشروی می‌کنند مبارزه می‌کند.

## گیم پلی
برج فانتزی یک بازی اکشن نقش آفرینی سه بعدی «جهان مشترک» است که با دید سوم شخص بازی می‌شود. بازیکن یک آواتار کاراکتر قابل تنظیم را کنترل می‌کند که با شخصیت‌های غیربازیکن و سایر موجودیت‌ها تعامل دارد و هنگام سفر در دنیای مجازی باز، آیتم‌هایی را جمع‌آوری می‌کند. شخصیت بازیکن می‌تواند بدود، بپرد، با سرعت بپرد، بالا برود، شنا کند و می‌تواند وسایل نقلیه مختلفی را برای حرکت در جهان تجهیز کند. حرکات ویژه شخصیت به استثنای دوی سرعت توسط یک نوار استقامت محدود می‌شود که با ادامه آن در حالت حرکت به آرامی کاهش می‌یابد و با توقف کاراکتر دوباره پر می‌شود. همان‌طور که شخصیت بازیکن با جهان و داستان تعامل دارد، امتیازات تجربه ای به دست می‌آورد که سطح آنها را افزایش می‌دهد و مهارت مبارزه آنها را بهبود می‌بخشد.
بازیکن با استفاده از سلاح‌های مجهز مختلف از طریق سیستم مبارزه هک و اسلش با دشمنان مبارزه می‌کند که در آن شخصیت بازیکن بین سلاح‌ها جابه‌جا می‌شود تا به حملات و توانایی‌های منحصر به فرد خود دسترسی پیدا کند. حداکثر ۳ سلاح را می‌توان تجهیز کرد و در هر زمان می‌توان آنها را تغییر داد. هر سلاح دارای یک حمله اولیه و شارژ شده‌است، و پرش به هوا حملات هوایی را قادر می‌سازد که استقامت و یک حمله غوطه ور را مصرف می‌کند. سلاح‌های برد دارای یک حالت حمله هدف‌گیری خودکار اولیه و یک حالت هدف دار هستند. سلاح‌ها همچنین دارای یک مهارت منحصر به فرد مبتنی بر خنک‌کننده هستند. همان‌طور که بازیکن به دشمنان حمله می‌کند، سلاح‌های غیرفعال شارژ می‌شوند و با تعویض کامل سلاح‌ها، یک حمله تخلیه قدرتمند ایجاد می‌شود. برای فرار از حملات دشمن، بازیکن می‌تواند از هر جهت طفره بزند، اما فقط می‌تواند ۳ بار متوالی جاخالی دهد زیرا طفره رفتن نوار استقامت را از بین می‌برد. با این حال، زمان‌بندی جاخالی درست قبل از حمله دشمن، حالت «فانتازیا» را فعال می‌کند که زمان و همه دشمنان را در شعاع مشخصی برای چند ثانیه متوقف می‌کند و همچنین سلاح‌های جایگزین بازیکن را به‌طور کامل شارژ می‌کند و به بازیکن فرصتی می‌دهد تا آسیب‌های عظیم وارد کند. در حالی که دشمنان آنها بی حرکت هستند.
سلاح‌ها انواع مختلفی دارند و هر سلاح یکی از ۳ نقش (حمله، دفاع، پشتیبانی) و آمارهای مختلفی دارد که بر نحوه عملکرد آنها در بازی تأثیر می‌گذارد. علاوه بر مقادیر آسیب پایه، سلاح‌ها دارای یک نوع حمله عنصری (آتش، یخ، برق، فیزیکی)، یک آمار شکسته هستند که بر اثربخشی آن در برابر سپرها تأثیر می‌گذارد، و یک آماره بار که بر سرعت شارژ شدن سلاح‌ها در هنگام استفاده از آن سلاح تأثیر می‌گذارد. یک حمله عنصری را می‌توان با شارژ کردن یک حمله فعال کرد و در صورت استفاده از آن، جلوه‌های خاصی را در مقابل دشمنان ایجاد کرد. تجهیز سلاح‌ها با ترکیب‌های خاصی از نقش‌ها نیز باعث ایجاد Weapon Resonance می‌شود که علاقه‌مندان مختلفی را به همراه دارد. برخی از سلاح‌ها که به عنوان Simulacrum شناخته می‌شوند، دارای نشان‌دهنده هوش مصنوعی از صاحبان سابق خود هستند. علاوه برداشتن پتانسیل ارتقاء بالا، می‌توان Simulacrum را فعال کرد تا شخصیت بازیکن را به شخصیت Simulacrum تبدیل کند و به ویژگی‌های منحصر به فرد آنها دسترسی پیدا کند. ارتقاء این Simulacra همچنین محتوایی را باز می‌کند که به بازیکن اجازه می‌دهد در مورد شخصیت‌های موجود در Simulacra اطلاعات کسب کند.

## طرح
بشریت در سال ۲۳۱۶ سیاره فرازمینی قابل سکونت آیدا را کشف کرد و در مواجهه با منابع رو به کاهش و محیط در حال فروپاشی زمین، یک فضاپیمای مستعمره را در سفری بیش از ۲۰۰ ساله برای ایجاد یک مستعمره انسانی در این سیاره فرستاد. در سال ۲۶۵۳، دنباله‌دار مارا و ذخایر عظیمی از انرژی قوی به نام اوسمیوم در آن کشف شد. برای گرفتن ستاره دنباله دار و مهار این انرژی، برج فانتزی ساخته شده‌است، اما تنها ۵ سال پس از اتمام آن، انفجار انرژی اوسمیوم، آیدا را تابش می‌کند و تمدن بشری را در این سیاره ویران می‌کند. در حالی که برخی از بشریت به لطف «سرکوبگران» توسعه یافته برای مقابله با تشعشعات زنده می‌مانند، زندگی در این سیاره به تدریج به شکل‌های حیاتی تهاجمی و قدرتمند تبدیل می‌شود که تهدیدی خطرناک برای بازماندگان است.
حدود ۵۰ سال پس از فاجعه، بازیکن و یک همراه ناشناس در یک مأموریت نامشخص در حال کاوش در یک مرکز ویران شده هستند که توسط هیولاهای سگ شکاری مورد حمله قرار می‌گیرند. بازیکن و همراه از هم جدا می‌شوند و بازیکن از هیولاها جان سالم به در می‌برد، فقط انرژی سرکوبگر آنها تمام می‌شود و بازیکن بیهوش می‌شود. سپس بازیکن در پاسگاه پناهگاه آسترا در حضور رهبر آن Zeke و خواهرش شیرلی بیدار می‌شود و هیچ خاطره ای از گذشته خود ندارد.